# Andreas Hasle
Andreas Hasle (født 12. september 1954) er tidligere en dansk atlet. Han startede karrieren i Vejen Atletik Klub. Skiftede til Østerbro-klubben Københavns IF. I forbindelse med opsplitningen af KIF i 1973 fulgte han med over i den nystartede atletikforening AK73.
Andreas Hasle har en bachelor i dansk og filmvidenskab fra Københavns Universitet 1985. Trafikuddannet i DSB / Banedanmark 1988. Executive MBA fra CBS 2008. Uddannet projektleder 2010. Valgt som formand for Jernbaneforeningen juni 1995. Efter Jernbaneforeningens fusion med HK, Formand for HK Trafik&Jernbane indtil april 2016. Han indtrådte som medarbejderrepræsentant i DSB’s bestyrelse den 2. juni 1995 hvor han var medlem frem til oktober 2016. Medejer af restaurant Metier på Østerbro 2015-2020 og Vinbaren Fire Tyve - fra maj 2023- .

## Danske mesterskaber
Senior
- Bronze 1976 Tikamp 7078 point
- Sølv 1974 Tikamp 7032 point
- Bronze 1974 Kuglestød -inde 12,54

Junior -20 år
- Sølv 1974 Højdespring 1,90
- Sølv 1974 Kuglestød 12,52
- Sølv 1973 Højdespring 1,93
- Sølv 1973 Stangspring 4,10

Ungdom -16 år
- Guld 1970 Højdespring 1,83

## Personlige rekord
- Tikamp: 6.965 p (11.2 – 7,04 – 14,01 – 1,98 – 51.9 / 15.7 – 35,58 – 3,80 – 53,10 – 4.48.5) (1977 Madrid)
- 100 meter: 11,10
- 200 meter: 23.6 (1978)
- 400 meter: 50.9 (1976)
- 110 meter hæk 15.4 (1977)
- 400 meter hæk: 59.8 (1976)
- Længdespring: 7,04 (1977)
- Højdespring: 2,00 (1974)
- Stangspring: 4,10 (1973)
- Kuglestød: 14,59 (1979)
- Diskoskast: 43,08 (1979)
- Spydkast: 53,58 (1978)
- Hammerkast: 39,92 (1987)